# Сен-Флоран-сюр-Шер
Сен-Флора́н-сюр-Шер (фр. Saint-Florent-sur-Cher) — коммуна во Франции, находится в регионе Центр. Департамент — Шер. Входит в состав кантона Шарос. Округ коммуны — Бурж.
Код INSEE коммуны — 18207.

## География
Коммуна расположена приблизительно в 210 км к югу от Парижа, в 105 км южнее Орлеана, в 15 км к юго-западу от Буржа.
По территории коммуны протекает река Шер.

## Население
Население коммуны на 2008 год составляло 6692 человека.
| 1962 | 1968 | 1975 | 1982 | 1990 | 1999 | 2008 |
| ---- | ---- | ---- | ---- | ---- | ---- | ---- |
| 5453 | 6408 | 6535 | 7611 | 7358 | 6900 | 6692 |

## Администрация
| Период | Период | Фамилия          | Партия                              | Примечания                           |
| ------ | ------ | ---------------- | ----------------------------------- | ------------------------------------ |
| 1977   | 1986   | Реймон Жакке     | Французская коммунистическая партия | член генерального совета (1979—1986) |
| 1986   | 1995   | Жанин Гурье      |                                     |                                      |
| 1995   | 2001   | Роже Жакке       | Французская коммунистическая партия | член генерального совета (с 1986)    |
| 2001   | 2008   | Жан-Клод Бегасса | Разные правые                       |                                      |
| 2008   | 2014   | Роже Жакке       | Французская коммунистическая партия | член генерального совета (с 1986)    |

## Экономика
В 2007 году среди 4198 человек в трудоспособном возрасте (15-64 лет) 2842 были экономически активными, 1356 — неактивными (показатель активности — 67,7 %, в 1999 году было 68,9 %). Из 2842 активных работали 2535 человек (1334 мужчины и 1201 женщина), безработных было 307 (158 мужчин и 149 женщин). Среди 1356 неактивных 354 человека были учениками или студентами, 552 — пенсионерами, 450 были неактивными по другим причинам.

## Достопримечательности
- Замок Сен-Флоран-сюр-Шер (XV век). Исторический памятник с 1936 года[3]
- Бывший металлургический завод Лавуар (1842 год). Исторический памятник с 1991 года[4]
- Церковь Сен-Флоран (XIX век)
  - Потир, дискос (XVI век, серебро, позолота). Исторический памятник с 1962 года[5]
- Виадук (1892—1893 годы)

## Фотогалерея

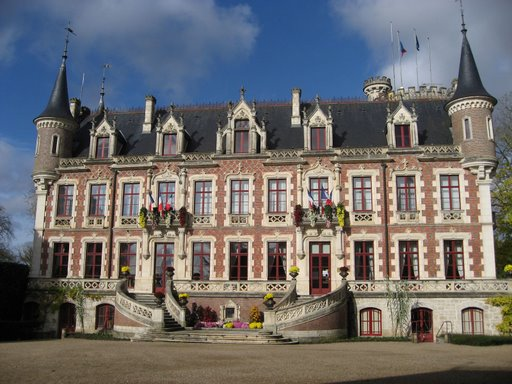
Замок Сен-Флоран-сюр-Шер
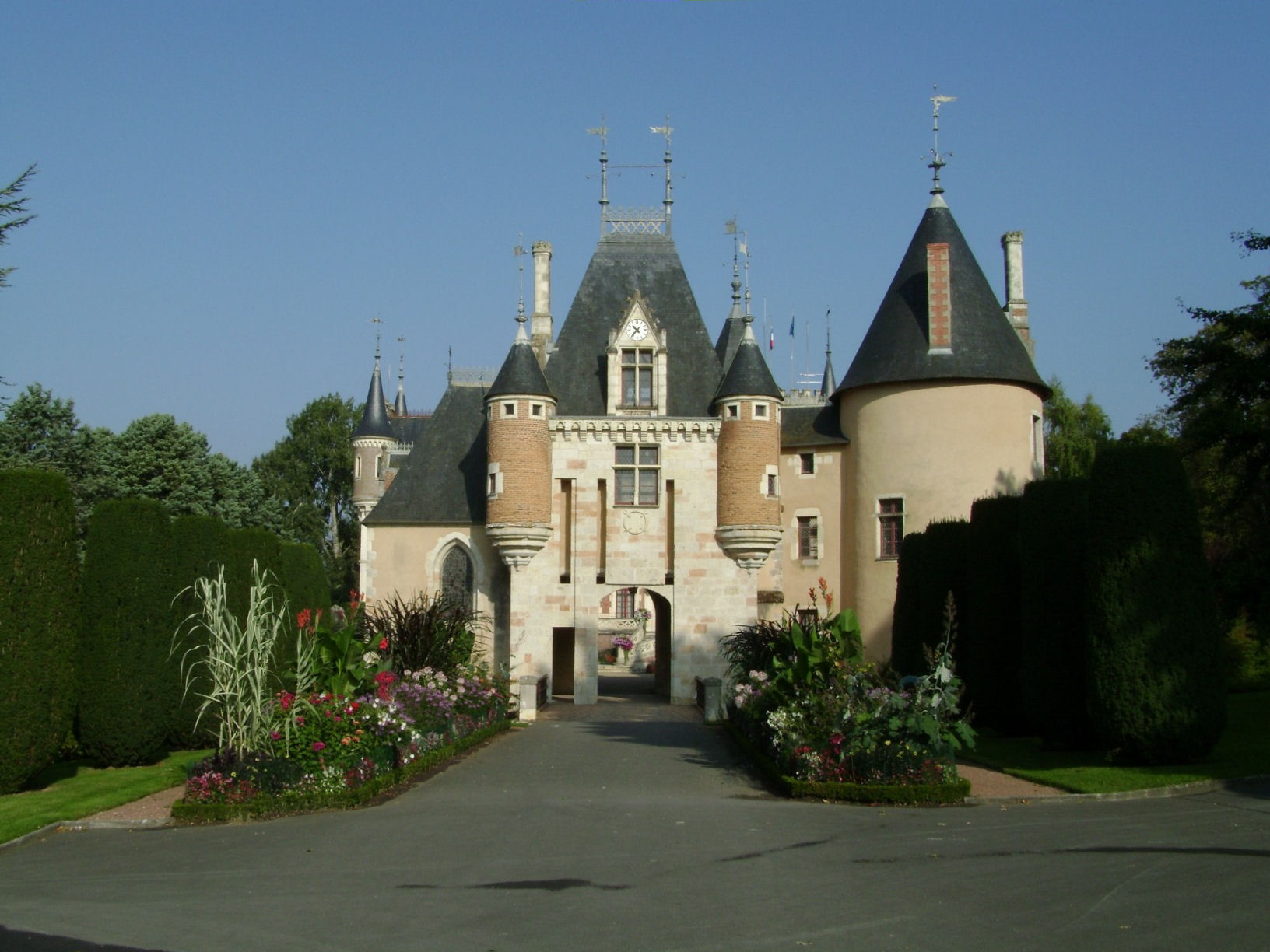
Замок Сен-Флоран-сюр-Шер
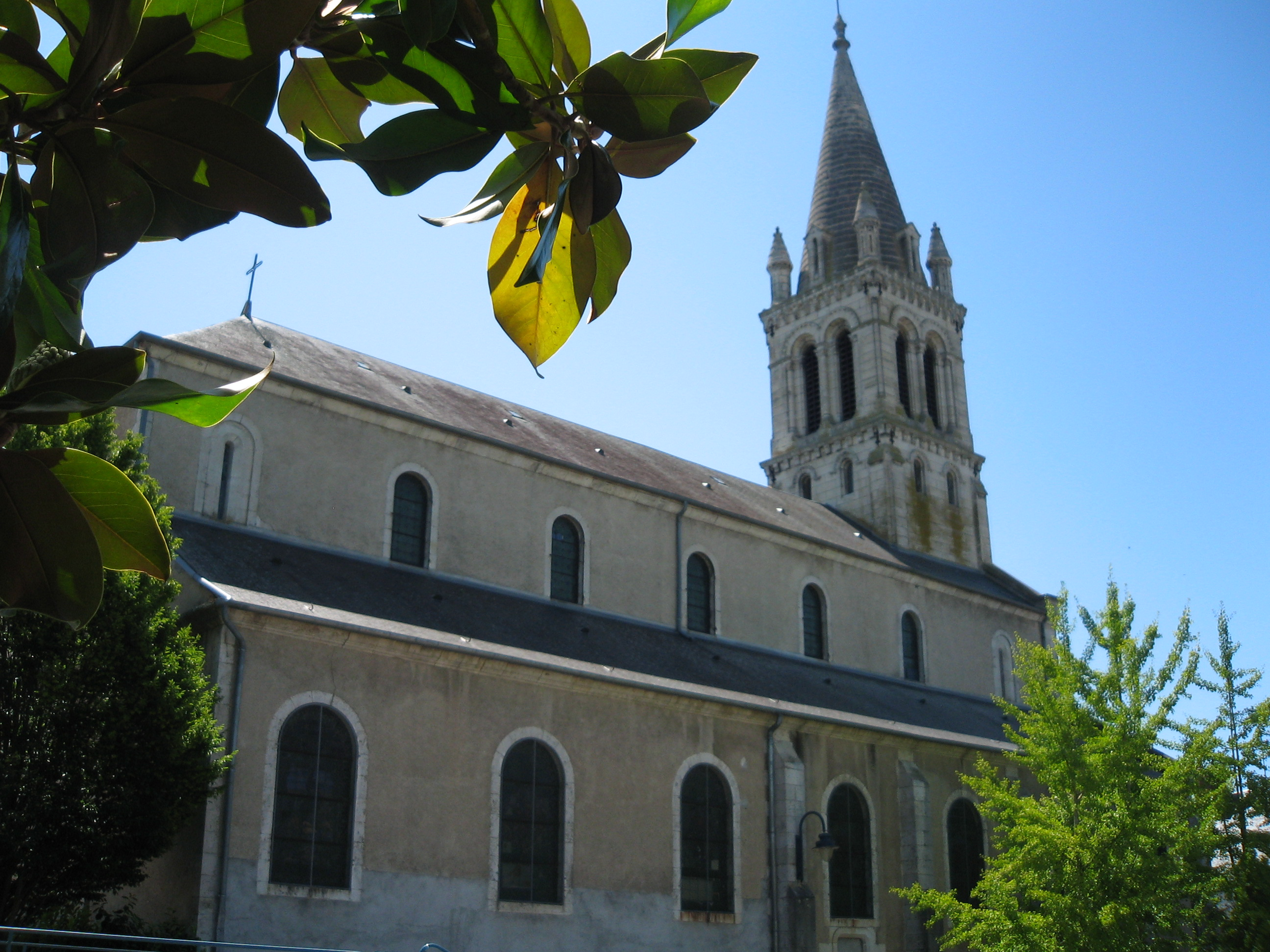
Церковь Сен-Флоран
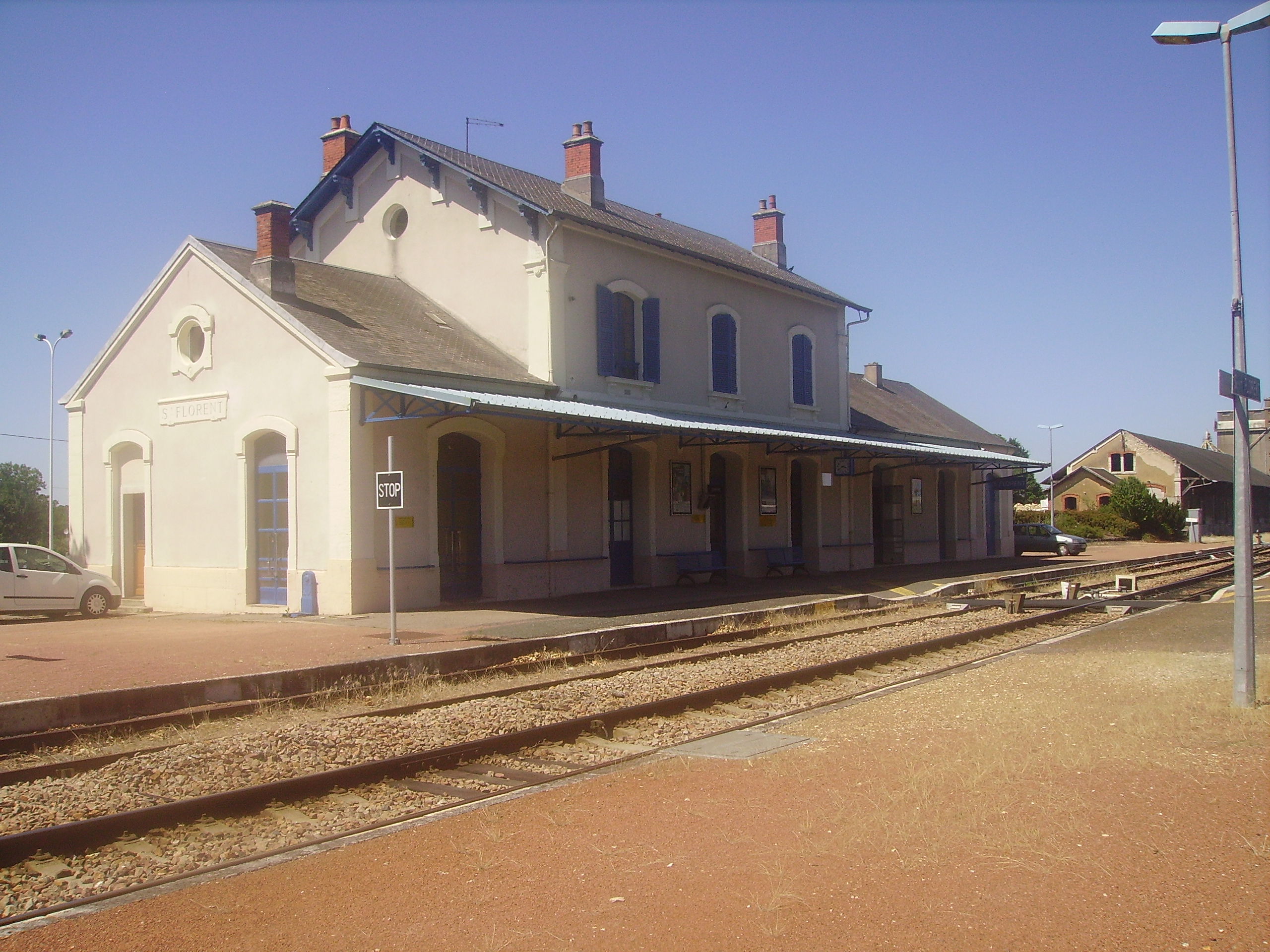
Вокзал
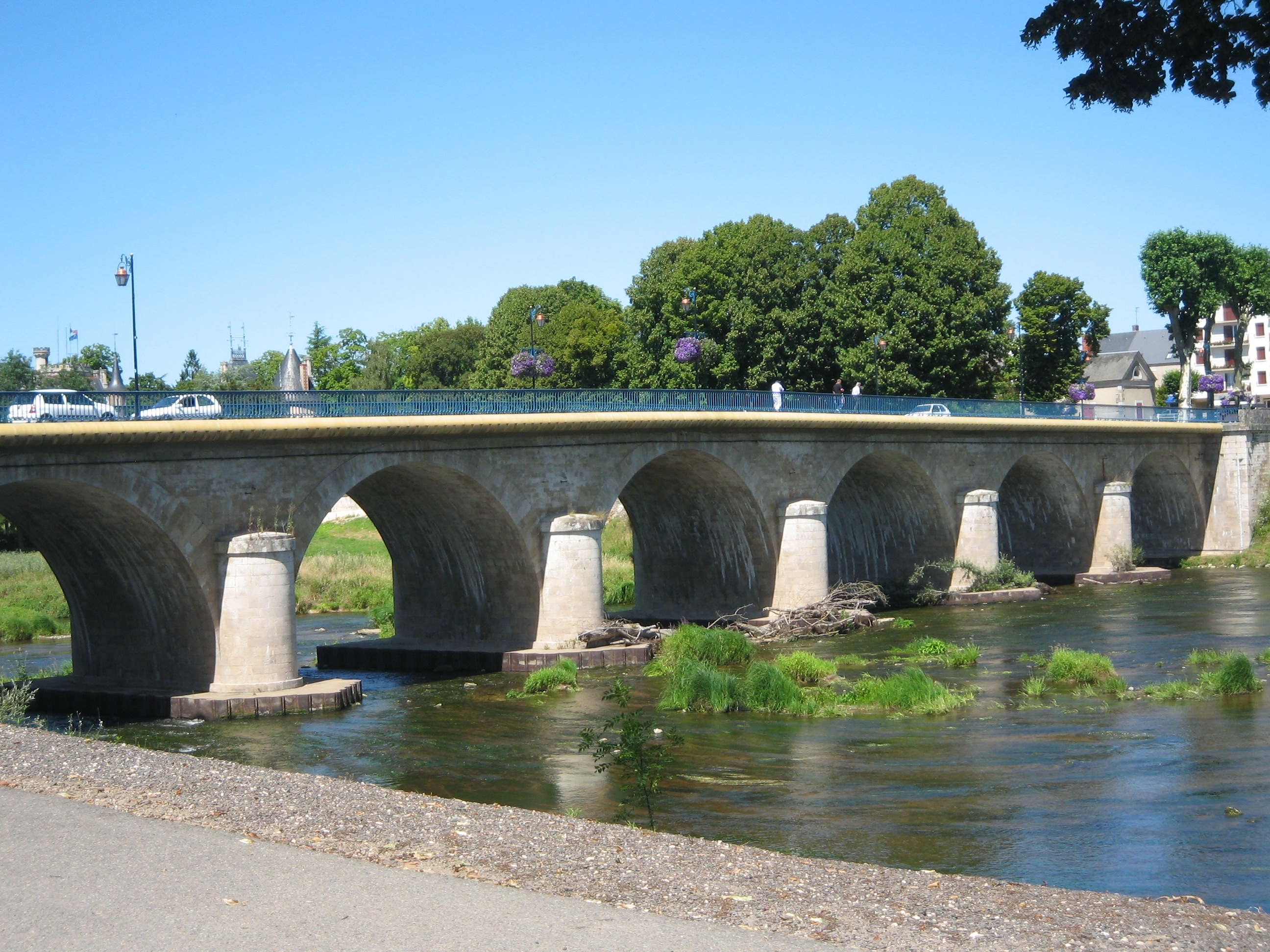
Мост через реку Шер
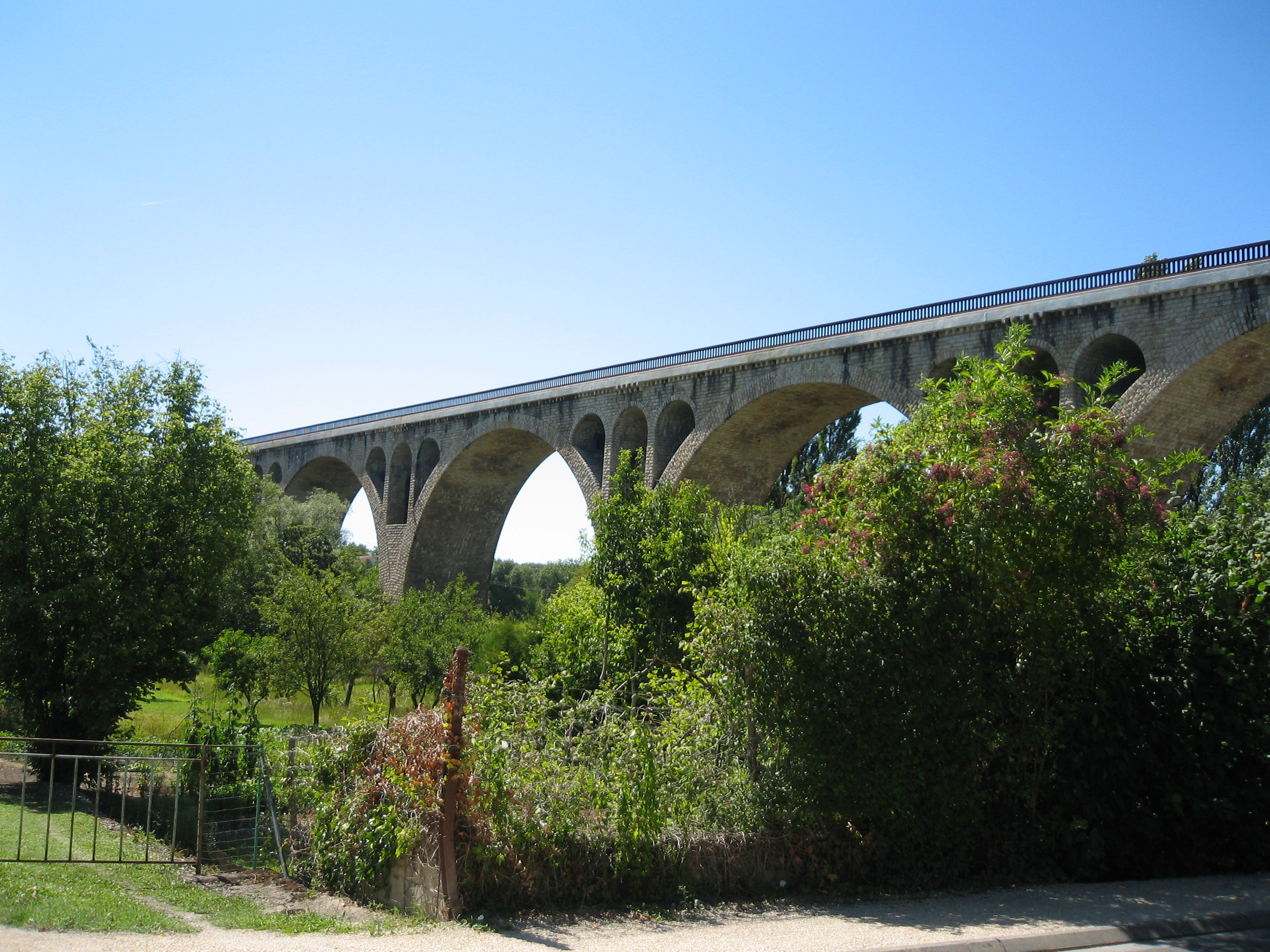
Виадук